# Human. :II: Nature.
《Human. :II: Nature.》是芬兰交響金屬乐队夜愿的第九张专辑。该专辑于2020年4月10日通过核爆唱片公司在全球发行。这是该乐队的第一张双碟专辑，也是第二张管弦樂而非金属乐的CD。
原鼓手尤卡·内瓦莱宁于2019年离开乐队，与此同时凯·哈赫托转正。虽然他自2014年8月起长期代班尤卡的工作，但是他第一次作为正式成员参与制作的专辑。

## 背景和制作过程
2015年乐队推出了专辑《Endless Forms Most Beautiful》，并进行了一次巡回演出，之后便休息了一年。在此期间乐队主唱芙洛·杨森正专注于照顾她的第一个孩子。在2016年的一次采访中，乐队称将推出一张延续风格的专辑，并在2018年到2020年继续演出。
夜愿成员、词作者托马斯·霍洛派宁表示，在创作了“乐队迄今为止最好的”（the band's best so far）上一张专辑之后，由于缺乏灵感，他无法为下一张专辑创作新的素材了。2017年，霍洛派宁与歌手、其妻子约翰娜·库尔凯拉和夜愿成员特洛伊·多诺克利组建了三重奏乐队Auri，创作了一张同名专辑。专辑发行后，霍洛派宁说“所有的洪水闸门都打开了”（all the flood gates opened），并开始为夜愿创作新素材。
2018年7月，乐队巡回演出时，霍洛派宁声称他为夜愿的下一张专辑写了“80%到90%”的素材，这张专辑将包括10到11首歌曲。录音将于2019年7月开始，计划在2020年春季发行。霍洛派宁说，乐队将“以一种与以前不同的方式使用乐器”。他说：“你要寻找一些新的使用方式，这样它就不会像以前那样发出相同的声音。”
2018年11月，乐队主唱芙洛·杨森表示，她认为录制的过程将与上一张专辑相似，乐队在开始录制之前进行了长时间的排练。
2019年10月31日，芙洛·杨森确认新专辑的录音已经完成，并表示她对新专辑感到“非常非常满意”。12月，霍洛派宁在芬兰赫尔辛基的Finnvox工作室开展唱片混音工作，新专辑计划在2020年第一季度发行。
最终，混音由霍洛派宁、乐队制作人泰罗·金努宁（Tero Kinnunen）和米科·卡尔米拉（Mikko Karmila）完成，并由米卡·尤西拉（Mika Jussila）在Finnvox工作室进行母带后制。2020年1月10日，霍洛派宁确认制作完成，专辑准备发行。专辑名称、封面和其他细节于2020年1月16日公布。2020年4月10日，专辑正式发行。

## 创作

### 影响、风格和主题
这张专辑以芙洛·杨森、马可·希耶塔拉和特洛伊·多诺克利这三位成员之间广泛的声乐搭配为特色。杨森说“为乐队带来了全新的声音”。例如在专辑的第一首歌《音乐》（Music）中，这首歌描述了音乐的历史，“从最初、基本的声音，到我们今天所知道的音乐”。这首歌以一个很长的序曲开始，被认为有非常明显的和声和旋律。
《舒梅克》（Shoemaker）讲述的是美国天文学家尤金·舒梅克的故事，他的生平激发了霍洛派宁的灵感。芙洛·杨森认为，这首歌没有典型的结构。这首歌由类似歌剧的声音组成，对于杨森来说唱这首歌是一个挑战，她多次录制才有了想要的效果。
多诺克利认为，《收获》（Harvest）的歌词包含了整张专辑甚至整个生命主题的意义。
关于《那颗心如何？》（How's the Heart?），霍洛派宁曾表示：
“人类的同理心、利他主义、真爱。他们真的是我们本性中更好的天使。这是人类的本性。我们有潜力成为如此伟大的物种。在很多方面，我们已经是了。记住问你的家人、朋友、陌生人和你自己一个重要的问题：那颗心如何？”
"Human empathy, altruism, true love. They truly are the better angels of our nature. The nature of the human kind. We have the potential to be such a great species. And in many ways we already are. It is really important to remember to ask your family, your friends, strangers and yourself the important question: How's the Heart?"
凯·哈赫托则认为单曲《部落》（Tribal）非常沉重、富有冲击力。这张专辑的录制使得哈赫托升级了他的爵士鼓。根据哈赫托的说法，这首歌是整张专辑中呈现的各种不同音乐风格的一个例子。

## 发行推广
专辑的第一首单曲《噪音》及其MV于2020年2月7日发行。第二首单曲《收获》及其歌词字幕视频于2020年3月6日发行。2020年3月11日，这张专辑第二张光盘的最后一首单曲在一段视频中发布，这段视频同时披露了夜愿与世界土地信托的新合作伙伴关系。
2020年1月22日，夜愿表示，他们成为“有史以来第一支获准在伦敦自然史博物馆的大教堂拍摄的乐队”，他们在那里拍摄了4个小时。
在专辑发行的当天，夜愿发布了专辑中所有歌曲的歌词字幕视频。

## 评价
| 評論得分         | 評論得分 |
| 來源             | 評分     |
| ---------------- | -------- |
| AllMusic         | [ 4 ]    |
| The Arts Desk    | [ 1 ]    |
| Blabbermouth.net | 8.5/10   |
| Distorted Sound  | 8/10     |
| Folk N' Rock     | 9.2/10   |
| Kerrang!         | [ 5 ]    |
| Louder Sound     | [ 31 ]   |
| Metal Storm      | 5.7/10   |

这张专辑得到了音乐评论家的积极评价。
AllMusic对这张专辑给予了正面评价：“虽然这张专辑看起来是夜愿美学的一部分，但是它本身并不能吸引所有的歌迷。这就是说，Human. :II: Nature.的深度和维度确实增加了……它始终如一的、令人满意，值得等待。”
给专辑打了8分，并说：“这张专辑的两个部分之间的联系并不显而易见，如果真的有一个，那就一定是纯粹的概念上的。夜愿的品牌本身就是做重金属和管弦乐的融合，而直接将这两个元素分开，除了最狂热的歌迷之外，可能对所有人来说都走得太远了。风险是不可避免的……毫无疑问，夜愿是少数几个能够培养出愿意听半小时管弦乐组曲的粉丝群的重金属乐队之一，但不得不说，这样的粉丝并不多见。……《人类》是一张惊艳的专辑，是一套极好的管弦乐套曲，但两者一组合，整体感觉就有点脱节了。”
英国杂志《Kerrang!》给专辑打了三分，认为专辑有“令人印象深刻的魔力”，但是“还不够深入”。Louder Sound则积极评价说：“你知道，当一个乐队对摇滚语言的规则采取自由的态度时，他们会感到非常自信。但是夜愿五年来第一张录音室专辑，并没有试图进一步迷惑我们；不管你怎么读这个标点符号错乱的标题。”

## 曲目列表
| Disc 1   | Disc 1           | Disc 1 |
| 曲序     | 曲目             | 时长   |
| -------- | ---------------- | ------ |
| 1.       | Music            | 7:23   |
| 2.       | Noise            | 5:40   |
| 3.       | Shoemaker        | 5:19   |
| 4.       | Harvest          | 5:13   |
| 5.       | Pan              | 5:18   |
| 6.       | How's the Heart? | 5:02   |
| 7.       | Procession       | 5:31   |
| 8.       | Tribal           | 3:56   |
| 9.       | Endlessness      | 7:11   |
| 总时长： | 总时长：         | 50:37  |

| Disc 2 – "All the Works of Nature Which Adorn the World" | Disc 2 – "All the Works of Nature Which Adorn the World" | Disc 2 – "All the Works of Nature Which Adorn the World" |
| 曲序                                                     | 曲目                                                     | 时长                                                     |
| -------------------------------------------------------- | -------------------------------------------------------- | -------------------------------------------------------- |
| 10.                                                      | Vista                                                    | 3:59                                                     |
| 11.                                                      | The Blue                                                 | 3:35                                                     |
| 12.                                                      | The Green                                                | 4:42                                                     |
| 13.                                                      | Moors                                                    | 4:44                                                     |
| 14.                                                      | Aurorae                                                  | 2:07                                                     |
| 15.                                                      | Quiet as the Snow                                        | 4:05                                                     |
| 16.                                                      | Anthropocene（incl. "Hurrian Hymn to Nikkal"）           | 3:05                                                     |
| 17.                                                      | Ad Astra                                                 | 4:41                                                     |
| 总时长：                                                 | 总时长：                                                 | 31:02                                                    |

| Disc 3 (Triple-CD Earbook) | Disc 3 (Triple-CD Earbook)               | Disc 3 (Triple-CD Earbook) |
| 曲序                       | 曲目                                     | 时长                       |
| -------------------------- | ---------------------------------------- | -------------------------- |
| 1.                         | Music（Instrumental version）            | 7:23                       |
| 2.                         | Noise（Instrumental version）            | 5:40                       |
| 3.                         | Shoemaker（Instrumental version）        | 5:19                       |
| 4.                         | Harvest（Instrumental version）          | 5:13                       |
| 5.                         | Pan（Instrumental version）              | 5:18                       |
| 6.                         | How's the Heart?（Instrumental version） | 4:44                       |
| 7.                         | Procession（Instrumental version）       | 5:31                       |
| 8.                         | Tribal（Instrumental version）           | 3:58                       |
| 9.                         | Endlessness（Instrumental version）      | 7:12                       |
| 总时长：                   | 总时长：                                 | 50:18                      |

## 榜单成绩
| 榜单（2020年）                        | 最高排位 |
| ------------------------------------- | -------- |
| 澳大利亚专辑榜（ARIA）                | 7        |
| 奧地利專輯榜（奧地利Ö3）              | 2        |
| 比利時專輯榜（Ultratop法蘭德斯）      | 11       |
| 比利時專輯榜（Ultratop瓦隆）          | 14       |
| 加拿大专辑榜（《告示牌》）            | 85       |
| 克羅埃西亞外國專輯榜（TOTS）          | 1        |
| 捷克專輯榜（ČNS IFPI）                | 4        |
| 荷蘭專輯榜（Dutch Charts）            | 2        |
| 芬蘭專輯榜（Suomen virallinen lista） | 1        |
| 法国专辑榜（SNEP）                    | 53       |
| 德國專輯榜（Offizielle Top 100）      | 1        |
| 匈牙利專輯榜（MAHASZ）                | 2        |
| 意大利专辑榜（FIMI）                  | 45       |
| 日本專輯榜（公信榜）                  | 39       |
| 挪威專輯榜（VG-lista）                | 4        |
| 波蘭專輯榜（ZPAV）                    | 3        |
| 葡萄牙專輯榜（AFP）                   | 3        |
| 蘇格蘭專輯榜（OCC）                   | 5        |
| 瑞典专辑榜（Sverigetopplistan）       | 11       |
| 瑞士專輯榜（Schweizer Hitparade）     | 2        |
| 瑞士专辑榜（Romandy）                 | 1        |
| 英國專輯榜（OCC）                     | 28       |
| 美國《告示牌》二百強專輯榜            | 110      |
| 美国《告示牌》专辑畅销榜              | 5        |